# Dopady evropské migrační krize v Rumunsku
V Rumunsku se takzvaná evropská migrační krize téměř neprojevila, přes zemi neprochází žádná hlavní migrační trasa ani nepatří mezi oblíbené cíle žadatelů o azyl.

## Vývoj krize
Rumunsko se dlouhodobě nacházelo mimo hlavní trasy, po kterých se dostávají uprchlíci a ekonomičtí migranti do Evropy. V první polovině roku 2015 neprobíhala Rumunskem žádná migrantská trasa. V červnu 2015 však rozhodla vláda sousedního Maďarska, že na hranici se Srbskem vystaví na obranu před migranty pohraniční plot, jehož výstavba byla zahájena v polovině července a dokončen byl dne 14. září. Přestože maďarská pohraniční bariéra neleží přímo na hranici s Rumunskem, vedly se debaty se o možnosti přesunu Balkánské migrační trasy do této země; v tom případě by již trasa nevedla ze Srbska přímo do Maďarska přes společnou hranici obou zemí, ale její průběh v této oblasti by byl Srbsko–Rumunsko–Maďarsko a následně dále na západ. Dne 15. září maďarská vláda deklarovala proznačováním hraniční linie s Rumunskem připravenost prodloužit pohraniční plot i na rumunsko-maďarskou hranici v případě naplnění obavy, že migranti tudy budou obcházet uzavřenou hranici se Srbskem.
Rumunské ministerstvo zahraničí možnou výstavbu plotu odsoudilo s odůvodněním, že Maďarsko i Rumunsko jsou země EU a ačkoliv Rumunsko není součástí Schengenského prostoru, byla by podle ministerstva případná výstavba plotu proti evropským tradicím. Tehdejší rumunský premiér Victor Ponte oznámil, že Rumunsko hodlá k imigrantům přistupovat jako k lidem, a ne jako k dobytku, jak dle jeho názoru činilo Maďarsko. Toto vyjádření vyvolalo ostrou reakci maďarské vlády a maďarský ministr zahraničí Péter Szijjártó jej označil za čisté lži. Obavy z přesunu Balkánské trasy do Rumunska se ale nenaplnily a migranti začali mířit ze Srbska západním směrem na území Chorvatska. O možném přesunu Balkánské trasy do Rumunska se opět mluvilo v polovině října, kdy byl dokončen plot na maďarsko-chorvatské hranici; ani v tomto případě se hrozba nevyplnila a trasa se přesunula z Chorvatska dále do Slovinska. Dne 22. září při hlasování o uprchlických kvótách se Rumunsko jako jeden z mála států EU vyslovilo proti systému na přerozdělování migrantů. Dne 24. října rumunští představitelé uvedli, že jsou připraveni uzavřít hranici v případě, že podobný krok učiní Německo a Rakousko, k čemuž ale během následujících měsíců nedošlo.
Přes Rumunsko v závěru roku 2015 ani v průběhu prvního čtvrtletí roku 2016 neprobíhala žádná významná migrační trasa. Ačkoliv země v září odmítla migrační kvóty, rozhodla se tamní vláda dne 3. března 2016 převzít prvních 15 žadatelů o azyl z celkem zhruba 6 000 migrantů, které ji přidělil návrh Evropské komise. V souvislosti s uzavíráním Balkánské migrační trasy v březnu 2016 se objevily informace o možném přesunu trasy migrantů mířících z Turecka přes Egejské moře do Řecka, kteří by nově mohli cestovat přes Černé moře do Bulharska nebo Rumunska.